# 437 a.C.

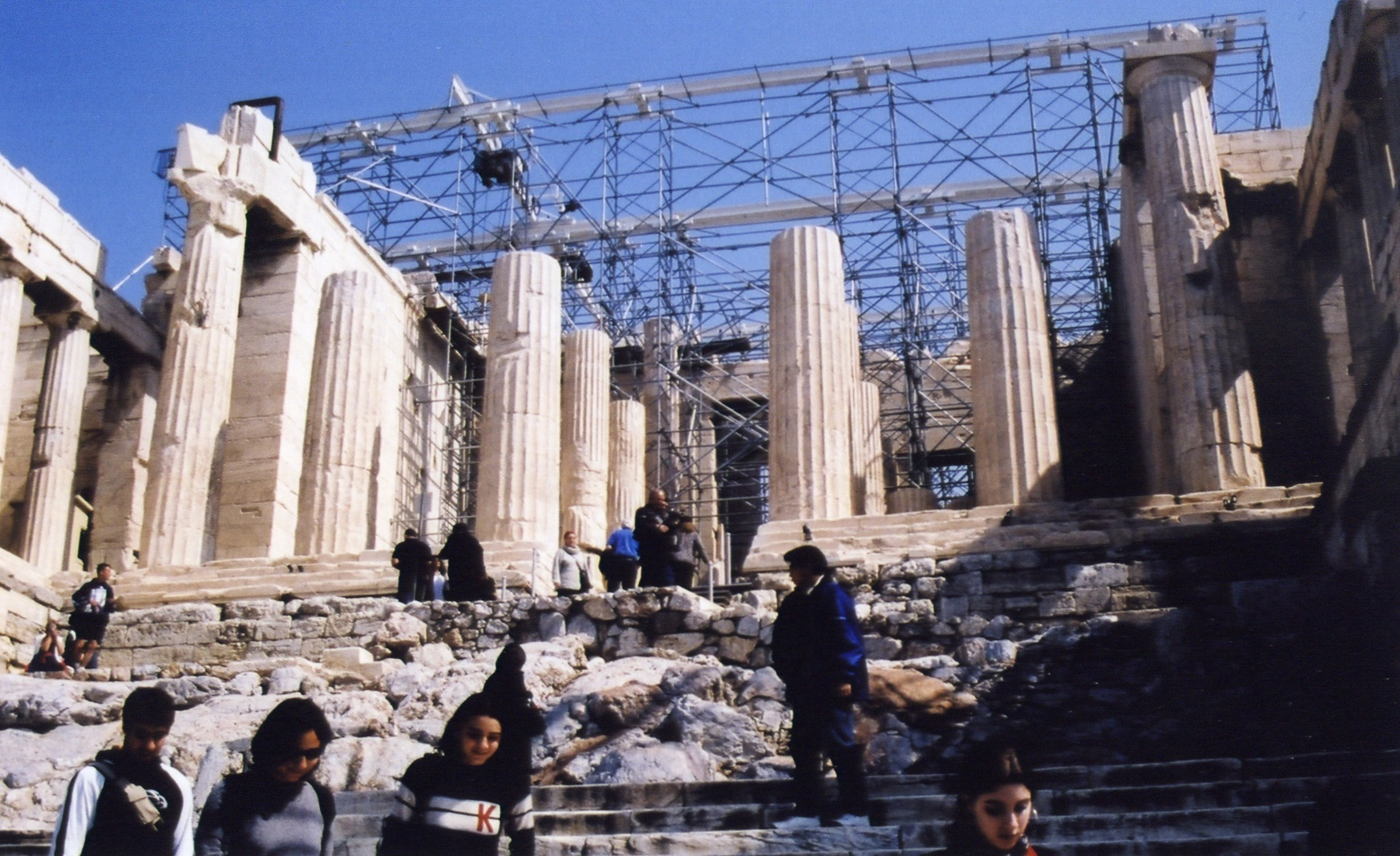
I propilei di Atene, iniziati nel 473 a.C.

Il 437 a.C. (CDXXXVII a.C. in numeri romani) è un anno  del V secolo a.C.

## Eventi
- Grecia
  - Sotto l'arcontato di Eutimene, Mnesicle inizia ad erigere i propilei dell'acropoli di Atene. Il suo progetto sarà abbandonato nel 432 a.C., a causa dello scoppio della guerra del Peloponneso.
  - Ferecrate vince l'agone comico durante le Dionisie.
  - Agnone, partendo dalla città di Eione, fonda la colonia di Anfipoli.
- Roma: 
  - Consoli Lucio Sergio Fidenate e Marco Geganio Macerino, al terzo consolato
  - dittatore Mamerco Emilio Mamercino
  - Roma sconfigge sotto le mura di Fidene, la coalizione avversa di fidenati, etruschi e falisci condotti dal re etrusco Tolumnio

## Nati
- Sirra, principe illiro († 390 a.C.)

## Morti
- Lars Tolumnio, re etrusco